# Dimmi cosa sogni
Dimmi cosa sogni è un album della cantante italiana Jessica Brando, pubblicato nel 2010.
Il disco include dieci brani tra soul e pop.

## Tracce
1. Il colore del cuore – 3:40
2. Dimmi cosa sogni – 3:01
3. Un ragazzo come tanti – 4:06
4. Ricordati (feat. Andrea Bocelli) – 4:14
5. Dove non ci sono ore – 3:35
6. Lacrime e rose – 3:53
7. Fare piano – 4:04
8. Tu vuoi quello che non hai – 3:54
9. Lacrima dell'anima – 3:23
10. Era la grandine – 3:39